# NATO Légi Vezetési és Irányítási Rendszer Igazgatási Szervezet Igazgatótanács
A NATO Légi Vezetési és Irányítási Rendszer Igazgatási Szervezet Igazgatótanács – angolul NATO ACCS Management Organization Board of Directors, rövidítve NACMO BOD – 1989-ben alakult, mint az Észak-atlanti Tanács által létrehozott NACMO legfelső döntéshozó szervezete. Feladatait, működésének jogi kereteit az Észak-atlanti Tanács által elfogadott Alapító Okirat határozza meg. Az Igazgatótanács munkájáról beszámolni az Észak-atlanti Tanácsnak köteles.
Az Igazgatótanácsban az ACCS programban részt vevő NATO tagállamok a légvédelem, vagy a légi vezetés és irányítás rendszerei fejlesztéséért és/vagy beszerzéséért felelős felső szintű katonai vezető által vezetett küldöttségekkel vesznek részt. Az Igazgatótanács hivatalos elnöke NATO főtitkár helyettes, az ülések állandó levezető elnöke a NATO Légvédelmi Tanács alelnöke. Az Igazgatótanács munkáját a Nemzetközi Törzs részéről a Végrehajtó Titkárság és a Védelmi Támogató Osztály, valamint az Igazgatótanácsnak közvetlenül alárendelt ACCS Tanácsadó Bizottság támogatja.
Az Igazgatótanács fő feladata a NATO Légi Vezetési és Irányítási Rendszer tervezésének, beszerzésének, fizikai megvalósításának, a rendszer tesztelésének egységes irányítása, továbbá ennek során biztosítani a NATO minden hadműveleti, beszerzési, szabványosítási követelményének való megfelelést. Az egységes légvédelmi feladatok költséghatékony megvalósítása érdekében minden, a légvédelemmel összefüggő beszerzéssel, képesség fejlesztéssel kapcsolatban véleményezési joga van. Az Igazgatótanács általában évente háromszor ülésezik, de sürgős esetben soron kívül is összehívható.
Az Igazgatótanács szervezeti felépítése hierarchikus, alapvetően a NATO bizottsági struktúráját követi. Ennek a struktúrának a bizottságok - angolul Comittee -, albizottságok - angolul Sub-Committee, röviden SC - a részei, melyekben minden nemzet szakértőkkel képviselteti magát.
A szervezeti felépítés annyiban egyedülálló, hogy a tervezésért, beszerzésért és tesztelésért felelős NACMA szintén rendelkezik a munkáját segítő, a programban részt vevő tagállamok szakértőivel működő munkacsoport - angolul Working Group, röviden WG - struktúrával. A fő koordináló munkacsoport az Ismétlés Koordináló Munkacsoport, mely szakmai kérdésekben dönt, ajánlásokat tesz az ACCS Tanácsadó Bizottságnak. Ennek a munkacsoportnak számos kisebb alárendelt munkacsoportja van, melyek közül némelyek évente gyakrabban, mások ennél ritkábban, esetleg csak időszakonként működnek.